# Juro Marčinković
Juro Marčinković (Bilice, 1942.) hrvatski je katolički svećenik iz reda franjevaca i biljar.

## Životopis
Rodio se u Bilicama pokraj Kotor Varoši kao osmo od trinaestero djece u obitelji od kojih je samo šestero ostalo živo. Iz obitelji generacijama dugog niza šumara. I otac i pradjedovi bili su šumari u banjolučkom kraju. Pritom su sakupljali bilje, sušili ga i preporučavali za liječenje pojedinih bolesti, nosili u otkupnu postaju i prodavali. Juro je ljekovito bilje skupljao i brao od osme godine života. Pristupio franjevcima. Zaredio se za katoličkog svećenika. Mlade svećeničke godine proveo je po Bosni, pet, te četiri na Kosovu. Sve je vrijeme skupljao ljekovito bilje i recepte od starih ljudi, iskušavao ih, kombinirao i davao bolesnim ljudima, što je nastavio nakon odlaska u Njemačku 1979. godine u kojoj je ostao 24 godine. U Njemačkoj je našao mnoge naslove o fitoterapiji. Pročitao preko 400 knjiga o liječenju lijekovitim biljem. Marčinković je završio studije teologije, magistrirao kazneno pravo i studirao je kinesku medicinu. Uvijek je isticao važnost primata suvremene medicine i suradnje s liječnicima, a potom kombiniranje starinske pučke medicine sa suvremenom medicinom.
Jedno od svojih najvažnijih djela, Božju biljnu ljekarnu, napisao je nakon 50-godišnjeg proučavanja biljaka i 20-godišnjeg iskustva u radu s bolesnicima koji su uzimali lijekove priređene na način što ga autor navodi u knjizi. Knjiga je iz tri dijela. U prvom su dijelu raznoliki sadržaji koji govore općenito o ljekovitim biljkama kroz povijest, ali i o autorovim iskustvima. U drugom se dijelu govori o ljekovitim biljkama i receptima za izradu ljekovitih pripravaka. Treći dio knjige opisuje različite bolesti za koje se preporučuje liječenje biljkama, a tekstu su dodani i recepti za izradu odgovarajućih lijekova. Voditelj emisije Zlatni savjeti na Laudato TV. Djela: Božja biljna ljekarna (2001.), Ljekaruša (2011.), Zlata vrijedni savjeti (2016.).

## Priznanja
- Knjiga Božja biljna ljekarna u Njemačkoj je proglašena za najbolju knjigu o ljekovitom bilju ikad objavljenu na njemačkom jeziku (Gottes Heilpflanzerapotheke).[1]
- Priznanje Ličko-senjske županije za izniman doprinos duhovnom, kulturnom i društvenom životu.[6]

### Mrežna sjedišta
- Fra Juro Marčinković odlikovan priznanjem Ličko-senjske županije. Informativna katolička agencija. Pristupljeno 27. svibnja 2025.